# Rok Golob
Rok Golob (født 11. februar 1975 i Ljubljana, Slovenien) er en slovensk komponist, dirigent og producer.
Golob er en multiinstrumentalist, som har komponeret i alle stilarter lige fra klassisk til jazz, rock etc. Han har bla. skrevet en symfoni, orkesterværker, kammermusik, korværker, og stykker for bigbands, rockpopgrupper etc. Han har bla. arbejdet sammen med kunstnere som Gino Vannelli, Sting, Bjørk, Bobby McFerrin, José Carreras, Vinnie Colaiuta, Jimmy Haslip og det Slovenske Filharmoniske Orkester, som også har indspillet en del af hans orkesterværker og kammerværker. Han komponere i en melodisk lyrisk stil.

## Udvalgte værker
- Symfoni "Symfoni fra Drømmene" (1998) - for orkester
- Livets Planet (2002) - for kvindekor og orkester
- Alcyone (200?) - ballet
- Flod af Liv (200?) - for orkester